# História da consultoria
Consultoria é a atividade profissional de diagnóstico e formulação de soluções acerca de um assunto ou especialidade. O profissional desta área é chamado de Consultor. Existem dois tipos de consultoria: a Consultoria Interna e a Consultoria Externa.
A atividade consultoria existe no mundo informal há muitos séculos, e foi representada pela figura dos conselheiros que eram pagos para demonstrar seu ponto de vista a partir de determinado assunto.

## Consultoria Moderna
Baseando-se num contexto histórico, foi após a Segunda Guerra Mundial que a percepção sobre a turbulência do ambiente aumentava drasticamente, fazendo com que as empresas buscassem focar certas prioridades, mostrando preocupação em resolver determinados problemas, e conseguindo produzir respostas para preencher suas necessidades.

### Década de 1960
Nos anos 1960, a utilização inteligente de recursos passa a ser a nova prioridade como meta empresarial, sendo a sua maior preocupação a redução de risco. Esse risco deveria ser mínimo e com possibilidade de ser bem administrável;para isso, iniciou-se, como resposta, o trabalho de planejamento de longo prazo”.

### Década de 1970
Nos anos 1970, é a vez do foco na concorrência. A maior preocupação passa a ser o posicionamento de cada empresa no mercado em que atua, possibilitando que seja avaliado o impacto que ela sofre com o aumento da concorrência. Como resposta se estabelece uma estratégia de mercado, com as ações necessárias à manutenção ou alteração desse posicionamento.

### Década de 1980
Mas foi a partir da década de 1980 que a consultoria empresarial ganhou destaque com a intensificação da globalização, quando a tecnologia de informática se associava com a tecnologia de informações, diminuindo barreiras comerciais e interligando aceleradamente os mercados internacionais. Nesse sentido, aumentou-se a demanda por serviços de consultoria para as empresas responderem com agilidade às mudanças do contexto global.

### Década de 1990
E nos anos de 1990, com a abertura comercial ocorrida no plano Collor colocou o Brasil em contato com o mundo global, fazendo com que até os dias atuais e futuros as empresas busquem o aperfeiçoamento, criando campos ainda mais propícios para as atividades de consultoria.